# 廁所幽默
廁所幽默是一种黑色幽默，通常用涉及到排便、排尿、放屁和呕吐等能引起旁人恶心的生理现象作为話題，用不卫生的描述和违反主流礼仪的反差感制造笑点，与阴茎笑话等亚文化有很大的重合。各个年龄段的人都會有厕所幽默，但它在儿童和青少年中更為普遍，也是东亚ACG和表情符号文化中常见的喜剧元素。